# جامعة فوردهام
جامعة فوردهام هي جامعة كاثوليكية خاصة، غير ربحية، مقرها في ولاية نيويورك ، تأسست من قبل الكنيسة الرومانية الكاثوليكية
تتألف الجامعة من عشر كليات.

## كليات الجامعة
- طب العام
- طب الأسنان
- طب الطوارئ